# Đại lượng mở rộng và đại lượng bổ sung
Trong vật lý học,  đại lượng bổ sung (hay còn gọi là đại lượng cơ bản, hay đại lượng cường tính), là một đại lượng vật lý mà khi đo trên một hệ vật lý (phổ biến nhất là các hệ nhiệt động) giá trị đo không phụ thuộc vào kích cỡ (kích thước, thể tích, số hạt,...) của hệ. Ngược lại, những đại lượng vật lý mà khi đo lường giá trị phụ thuộc vào kích cỡ của hệ gọi là các đại lượng mở rộng (hay còn gọi là đại lượng quảng tính).